# Тома, Донато
Донато Тома (итал. Donato Toma; род. 4 декабря 1957 года, Неаполь) — итальянский политик, член партии «Вперёд, Италия». Президент региона Молизе с 2018 по 2023 год.

## Биография
Окончил Неаполитанский университет в 1984 году, изучал экономику. Тома работал бизнес-консультантом, преподавал в Университет Молизе. Прошёл военную службу в качестве офицера в карабинерах в звании лейтенанта.
Он был оценщиком бюджета в Кампобассо и в Бояно.
Кандидат на должность президента Молизе от правоцентристской коалиции на региональных выборах в 2018 году.